# Festival international du film de Karlovy Vary 2022
Le Festival international du film de Karlovy Vary 2022, 56e édition du festival, se déroule du 1 au 9 juillet 2022.

## Déroulement et faits marquants
La section East of the West qui avait pour objectif de mettre en lumière les films de l'ancien bloc soviétique, est supprimée et remplacée par la section Proxima consacrée aux réalisateurs émergents.
Le 9 juillet 2022, le palmarès est dévoilé : c'est le film Summer with Hope (Tabestan Ba Omid) de Sadaf Foroughi qui remporte le Globe de cristal. Le film Venez voir (Tenéis que venir a verla) de Jonás Trueba reçoit le prix spécial du jury.

## Jury[3]
- Benjamin Domenech : producteur
- Jan-Ole Gerster : réalisateur
- Roman Gutek : distributeur
- Fiorella Moretti : productrice
- Molly Marlene Stensgaard : monteuse et scénariste

## Sélection

### Sélection officielle - en compétition
- America (Strahinja Banović) de Ofir Raul Grazier  Israël
- Borders of Love (Hranice lásky) de Tomasz Wiński  Pologne
- Far Shore (Tooi tokoro) de Masaaki Kudo  Japon
- Fucking Bornholm de Anna Kazejak  Pologne
- Ordinaries de Sophie Linnenbaum  Allemagne
- Provincial Hospital (Edna provintsialna bolnitsa) de Ilian Metev  Bulgarie
- A Room Of My Own (Chemi otakhi) de Ioseb Bliadze  Géorgie
- Silence 6–9 (Isihia 6–9) de Christos Passalis  Grèce
- Summer with Hope (Tabestan Ba Omid) de Sadaf Foroughi  Canada  Iran
- Vesper Chronicles (Vesper) de Kristina Buožytė  Lituanie
- The Word (Slovo) de Beata Parkanová  Tchéquie  Slovaquie
- Venez voir (Tenéis que venir a verla) de Jonás Trueba  Espagne

### Proxima
- And Then There Was Love... (A pak přišla láska...) de Šimon Holý  Tchéquie
- Another Spring (Još jedno proleće) de Mladen Kovačević  Serbie
- Art Talent Show (Zkouška umění) de Adéla Komrzý et Tomáš Bojar  Tchéquie
- Fools (Głupcy) de Anna Kazejak  Pologne
- Horseplay (Los Agitadores) de Sophie Linnenbaum  Argentine
- Au grand jour de Emmanuel Tardif  Canada
- Like a Fish on the Moon (Chemi otakhi) de Dornaz Hajiha  Iran
- La Pietà de Eduardo Casanova  Espagne
- Ramona fait son cinéma (Ramona) de Andrea Bagney  Espagne
- Tinnitus de Gregorio Graziosi  Brésil
- The Uncle (Stric) de David Kapac et Andrija Mardešić  Croatie  Serbie
- Zoo Lock Down de Andreas Horvath  Autriche

## Palmarès

### Sélection officielle
- Globe de cristal du Festival de Karlovy Vary : Summer with Hope de Sadaf Foroughi
- Prix spécial du jury : Venez voir de Jonás Trueba
- Prix du meilleur réalisateur : The Word (Slovo) de Beata Parkanová
- Prix de la meilleure actrice : Mariam Khundadze et Taki Mumladze pour A Room Of My Own
- Prix du meilleur acteur : Martin Finger pour son rôle dans The Word

### Proxima
- Grand prix : Art Talent Show (Zkouška umění) de Adéla Komrzý et Tomáš Bojar
- Prix spécial du jury : La Pietà de Eduardo Casanova
- Mention spéciale : The Uncle (Stric) de David Kapac et Andrija Mardešić

### Prix d'honneur
- Globe de cristal : Geoffrey Rush
- Prix du président : Bolek Polívka et Benicio Del Toro